# Vista Alegre do Alto
Vista Alegre do Alto is een gemeente in de Braziliaanse deelstaat São Paulo. De gemeente telt 6.874 inwoners (schatting 2009).

## Aangrenzende gemeenten
De gemeente grenst aan Ariranha, Monte Alto, Pirangi en Taiaçu.